# 루퍼트 프렌드
루퍼트 프렌드(Rupert Friend, 1981년 10월 1일 ~ )는 잉글랜드의 배우이다. 쇼타임 드라마 《홈랜드》(2012-17)로 2013년 제65회 프라임타임 에미상 드라마 부문 게스트 남자 배우상 후보에 올랐다.

## 출연 작품

### 영화
- 리버틴 (2004)
- 오만과 편견 (2005)
- 마지막 군단 (2007)
- 버진 테리토리 (2007)
- 실크 (2007)
- 졸린 (2007)
- 줄무늬 파자마를 입은 소년 (2008)
- 영 빅토리아 (2009)
- 셰리 (2009)
- 더 키드 (2010)
- 어느 날, 사랑이 걸어왔다 (2010)
- 5 데이즈 오브 워 (2011)
- 제로법칙의 비밀 (2013)
- 스타드 업 (2013)
- 히트맨: 에이전트 47 (2015)
- 스탈린이 죽었다! (2017) - 바실리 역
- 고흐, 영원의 문에서 (2018) - 테오 반 고흐 역
- 부탁 하나만 들어줘 (2018) - 드니스 역
- 세퍼레이션 (2021)
- 인피니트 (2021)
- 프렌치 디스패치 (2021)
- 애스터로이드 시티 (2023) - 몬테나 역
- 기상천외한 헨리 슈거 이야기 (2023)
- 카나리 블랙 (2024) - 데이비드 브룩스 역
- 페니키안 스킴 (2025) - 엑스칼리버 역

### 텔레비전
- 홈랜드 (2012-17)
- 아나토미 오브 스캔들 (2022)
- 오비완 케노비 (2022)